# Pilea selleana
Pilea selleana är en nässelväxtart som beskrevs av Ignatz Urban. Pilea selleana ingår i släktet pileor, och familjen nässelväxter. Inga underarter finns listade i Catalogue of Life.